# Jacques Benoit (peintre)
Pour les articles homonymes, voir Jacques Benoît.
Jacques Benoit, né le 22 juin 1955 à Alger en Algérie française, est un peintre français.

## Biographie
Jacques Benoit est né en Algérie française. Sa famille s'installe en  France à l'orée des années 1960. Après des études secondaires à Orléans puis Nice, c'est à Paris qu'il conclut ses études supérieures d’Arts Graphiques à l’école Met de Penninghen. C'est à l'issue de ce cycle, en 1974, que Benoit créée un ensemble de peintures commanditées par Elton John pour le matériel promotionnel accompagnant sa tournée américaine, puis mondiale.[réf. nécessaire]
Il travaille ensuite dans les métiers de création publicitaire, dirige les services créatifs d’Euro Disney entre 1991 et 1995, puis la création (orientations thématiques) du parc du Futuroscope entre 2000 et 2002, tout en poursuivant parallèlement sa carrière de peintre. Il se consacre exclusivement à sa peinture à partir de 2002.
Il vit et travaille à Paris.

## Style
Passionné par Brasília et Oscar Niemeyer, c'est après un voyage au Brésil qu'il s'adonne à la peinture, produisant de 1996 à 2005 des toiles entièrement consacrées à l’œuvre de cet architecte.
À la faveur d’une palette chromatique contrastée et libérée des convenances, Jacques Benoit provoque un dialogue entre le corps humain et le corps du bâtiment. Le choix de couleurs utilisées dans les compositions est atypique, non réaliste, et met en avant un rouge particulier que l'on retrouve dans une grande partie de ses œuvres,. Ces dernières obéissent à une logique sous-jacente de teintes saturées, avec par exemple des ciels rouges profonds qui apparaissent à plusieurs reprises, ou encore la volonté de susciter un questionnement en attribuant aux personnages figurant sur les toiles une carnation non mimétique (peaux azur, cramoisies ou vertes) en opposition à leurs vêtements d’aspect réaliste . L'œuvre dans son ensemble présente un caractère moderniste particulièrement influencé par les volumes créés par Niemeyer.
Mouvement et « démesure » sont distinctifs de son travail, centré sur des personnages évoluant dans une architecture imaginative et sublimée. Les compositions, caractérisées par des perspectives et des angles de vue non conventionnels, sont considérées (notamment dans la série de peintures sur l'aéroport d'Orly), comme marquées par le « langage cinématographique » avec des poses dynamiques pour les personnages des toiles, qui y tiennent le rôle d'acteurs suivant un scénario écrit par le peintre,.
Jacques Benoit est classé proche de la figuration narrative, avec une concentration particulière sur les corps et les bâtiments.

## Expositions et influences
Si, selon Jacques Benoit, c'est la musique de Joni Mitchell qui l'a amené à créer ses premières peintures, son œuvre a aussi su s’inspirer de musiciens tels que Rickie Lee Jones, Kate Bush, Elton John ou encore Patti Smith. Mais c'est  l'œuvre architecturale d'Oscar Niemeyer qui l'a le plus marqué, et qui est sa principale source d'inspiration

### Exposition:Brasilia. De Chair et d’Âme(1997, 2005, 2007, 2010, 2014)
Regroupées sous les titres de « Brasília, De chair et d'âme », puis « Cent Étoiles. Hommage aux Cent ans d'Oscar Niemeyer », et finalement « Brasília Cinquenta Anos », les toiles peintes depuis son retour de cette ville visitée en 1994 sont exposées à la Maison du Brésil en 2005, 2007 et 2010 et en galerie à Paris. « Brasília, De chair et d'âme » a été présentée à l'été 2014 à Châlons-en-Champagne, et inaugurée par le maire de la ville Benoist Apparu.

### Brasilia. Voyage vers l’Aurore(2004)
Jacques Benoit rencontre Oscar Niemeyer en 2004 dans le contexte de son projet de documentaire sur la genèse de Brasília. L'interview qui en résulte est filmée. L'entretien dure trois heures à l'issue desquelles Jacques Benoit offre à l’architecte la toile Aeroporto de Brasília, qui représente le projet d’aéroport imaginé par l’architecte pour la ville, mais jamais construit car refusé par la dictature militaire ayant pris le pouvoir au Brésil entre 1964 et 1985. En échange, Oscar Niemeyer offre alors des croquis réalisés par lui durant l'entretien.
Le projet de documentaire n’aboutira cependant pas, faute de financements.

### Exposition:Trois Traces d’Oscar(2006)
En 2005, Gérard Fournier, administrateur de l’Espace Niemeyer, espace d’exposition du  siège du Parti communiste français conçu par l’architecte brésilien, voit l’exposition Brasilia. De Chair et d’Âme à la Maison du Brésil. Il décide à la suite d’accueillir le projet pictural de Benoit intitulé Trois Traces d’Oscar.
Ce projet prévoit la création d’une série de toiles exclusivement dédiées aux trois bâtiments édifiés par Oscar Niemeyer en Île-de-France : le siège parisien du PCF place du Colonel-Fabien, le siège de la Bourse du Travail à Bobigny et le siège du quotidien l’Humanité à Saint-Denis.
L’exposition Trois Traces d’Oscar est présentée à l’Espace Niemeyer de novembre 2006 à mars 2007. Elle est constituée de 28 toiles de grand format ainsi que d’un ensemble de gravures monotype.

### Exposition au Château d'Ars (2009)
En 2009, Jacques Benoit expose dans la galerie d'art du Château d'Ars pour une manifestation regroupant une grande partie de ses travaux. L'accent est mis sur les œuvres consacrées à l'architecture d'Oscar Niemeyer, mais l'ensemble inclut également la série inspirée par Los Angeles, et accueille une œuvre rendant hommage à George Sand.

### Expositions du Cinquantenaire de Brasilia (2010 et 2011)
Brasília. De Carne e Alma (2010): En 2008, Elaine Ruas, directrice de Mercado Cultural (organisme chargé d’événements culturels à Brasilia) soumet le travail de Benoit consacré à Brasilia à Silvestre Gorgulho, Secrétaire d’état à la culture du District fédéral. L’institution ayant accordé son soutien, Elaine Ruas soumet le projet d’exposition à la Commission officielle du Cinquantenaire de Brasilia en 2009, qui l’inscrit dans sa sélection officielle. D’octobre à décembre 2010, l'exposition composée de 27 grands formats et monotypes et intitulée Brasília. De Carne e Alma est présentée à Brasilia,,, dans le cadre des célébrations du Cinquantenaire par la Galerie Rubem Valentim du Centre Culturel Renato Russo 508 Sul sous la direction d’Elaine Ruas.
Puis c'est en 2011 qu'à la demande de Gérard Fournier, l’exposition Brésilienne du Cinquantenaire de Brasilia est reconduite à Paris, à l’Espace Niemeyer, durant deux mois au printemps, sous le titre de Brasília,.

### ExpositionBrasilia. Un Demi Siècle de la Capitale du Brésil(2013)
Brasília - Meio Século da Capital do Brasil, dans son titre d’origine, est une exposition itinérante internationale retraçant l'histoire de la cité à travers un ensemble de documents, d'objets et de photographies,. Pour cette exposition, Jacques Benoit réalisera un polyptyque intitulé A Ausencia. Cette œuvre symbolique rend hommage à la disparition d'Oscar Niemeyer survenue cinq mois auparavant en décembre 2012, dans une vision de son atelier de Copacabana où il vécut et travailla, et de son œuvre maîtresse, la ville de Brasilia -ici évoquée à travers la couronne de son bâtiment emblématique, la Cathédrale métropolitaine. L’ensemble est réalisé, de l’aveu du peintre, sous l’influence de certains morceaux du disque de Melody Gardot The Absence, et du morceau Nenia du trompettiste italien Paolo Fresu.

### L'architecture de Los Angeles et la musique de Rickie Lee Jones
En 2007, désirant explorer un urbanisme et une architecture différents de ceux de Brasilia, Benoit créée une série consacrée à Los Angeles. "Sur la Trace des Versants Ouest" offre une vision kaléidoscopique et nocturne de la cité, sous l'influence de la composition Traces of the Western Slopes de la musicienne américaine Rickie Lee Jones, co-écrite par Sal Bernardi. Œuvre épique et symphonique de plus de huit minutes qui se situe aux confluents du Jazz fusion, du Blues et du Rock, Traces of the Western Slopes est la septième des compositions constituant l'album Pirates, paru en 1981. l'exposition est présentée à Paris en novembre 2007.

### L'architecture de l'aéroport d'Orly
Dès 2003, Jacques Benoit travaille parallèlement à la série inspirée par Brasilia sur deux toiles mettant en scène l’aile sud de l’aéroport parisien d’Orly, dans sa version d’origine des années 1960. Inauguré en 1962, Orly était alors dénommé Aéroport de Paris. Le rajout de l’Aile ouest puis la construction de l’aéroport de Paris-Charles-de-Gaulle au nord de Paris transformeront le bâtiment initial en Aile sud de l’aéroport d’Orly.
Donnant la priorité à ses projets brésiliens, l’artiste met de côté ce thème pendant plusieurs années. Il sera repris en 2007, après l’exposition Sur la Trace des Versants Ouest. Une série composée de 11 toiles voit le jour à partir de 2008, créée sous l’influence de la musique de Miles Davis composée pour le film de Louis Malle Ascenseur pour l’échafaud, des enregistrements de la chanteuse de jazz Shirley Horn, et de la musique de Francis Lai composée pour les films de Claude Lelouch Vivre pour vivre et Un homme et une femme.

### Exposition:Orly (Sud)
En 2012, onze tableaux composés sur le thème et l'ambiance de l'aéroport d'Orly durant les Trente Glorieuses, sont rassemblés pour l'exposition Orly (Sud), présentée à Bruxelles à la galerie Dubois Friedland avec le soutien de l’Ambassade de France},.
Depuis 2012 Benoit complète Orly (Sud) par une nouvelle série de toiles consacrées à l’œuvre d’Henri Vicariot.